# Lizardo Piña
Lizardo Piña Sánchez war ein chilenischer Fußballspieler auf der Position eines Mittelfeldspielers.

## Karriere
Lizardo Piña war von Juni bis November 1933 für CSD Colo-Colo aktiv. In dieser Zeit gewann er die Copa César Seoane und stand in allen acht Spielen der ersten Primera-División-Saison auf dem Feld. Im ersten Saisonspiel wurde er des Feldes verwiesen, was aber keine Sperre nach sich zog. Weitere Karrierestationen sind nicht bekannt.

## Erfolge
Colo-Colo
- Copa César Seoane: 1933